# Eugenia whytei
Eugenia whytei là một loài thực vật có hoa trong Họ Đào kim nương. Loài này được Sprague mô tả khoa học đầu tiên năm 1905.